# شط الكوفة
شط الكوفة أحد أنهار العراق يقع في محافظة النجف يخترق شط الكوفة بعد تفرعه جنوب مدينة الكفل قضاء الكوفة وقضاء المناذرة بطول (75,25 كم), ويدخل المحافظة بعد (10 كم) من نقطة تفرع شط الهندية (المجرى الرئيس للفرات في محافظة بابل), يجري منها لمسافة (40 كم) دون أي تفرع، ليبدأ بعدها بالتفرع عند دخوله إلى مركز قضاء المناذرة، بعدها يدخل النهر مدينة المشخاب ويستمر في جريانه إلى أن يتفرع في ناحية القادسية إلى فرعين رئيسين (أبو العشرة واليعو) اللذان يتم السيطرة على تصاريفهما بواسطة ناظم الكوفة الذي يجري منه الفرع الثاني من نهر الفرات، وتعمل بدورها على تنظيم جريان المياه حسب الانحدار النهري لها، إذ أن لها نواظم محددة تساعد على توزيع المياه إلى الأراضي الزراعية.
- الناظم الأول أبو عشرة فقد صمم بتصريف تشغيلي يتراوح بين (20-120م3/ثا).

- الناظم الرئيسي الآخر اليعو فإن تصريفه التشغيلي يتراوح بين (20-150م3/ثا).

فضلاً عن هناك عدد من النواظم والشلالات التي تتواجد على طول تفرعات هذا الشط أعدت لأجل السيطرة على توزيع المياه داخل الجداول الفرعية، ويبلغ عدد الفروع الرئيسة له في المحافظة (30 فرعاً) رئيساً، وتبلغ مجموع أطوالها مع جداولها الفرعية (382,4 كم) وعندما نضيف إليها المجرى الرئيس لشط الكوفة تصبح (457,69 كم).

## الجداول
ان أهم الجداول الموجودة لشط الكوفة هو جدول جحات الذي يبلغ طوله مع جداوله الفرعية بحوالي (144,99 كم) ومساحة الأراضي الزراعية المستفيدة منها مجتمعة حوالي (52000 دونم)، وان معدل تصريف شط الكوفة السنوي يبلغ (118,7 م3/ثا)، وأعلى معدل شهري له في شهر تموز يبلغ ( 196,5 م3/ثا)، وأقل معدل تصريف سنوي له في شهر كانون الثاني (77,3 م3/ثا)، أما معدل وارده السنوي فيبلغ (3,745 مليار/ م3)، وتبلغ مجمل مساحة الأراضي الزراعية المستفيدة من المجرى الرئيس لشط الكوفة وتفرعاته حوالي (150000 دونم).